# Paolo Mastrantonio
Paolo Mastrantonio (Roma, 17 luglio 1967) è un ex calciatore italiano, di ruolo difensore.

## Caratteristiche tecniche
Terzino poco dotato fisicamente, ma veloce e rapido nelle chiusure.

## Carriera
Cresciuto nella Roma, che lo aveva scovato nelle giovanili della Lodigiani, ha esordito in prima squadra giocando 2 partite della vittoriosa Coppa Italia 1985-1986. Nella stagione successiva debutta in Serie A, nell'incontro del 17 maggio 1987 perso dalla Roma per 2-1 contro l'Avellino.
Prosegue la carriera totalizzando 42 presenze in Serie B e 50 in Serie C1.
Chiude la carriera giocando 2 anni in Interregionale (la serie D di allora) con la squadra laziale del Ladispoli dove sarà impiegato come difensore centrale.

## Palmarès
- Coppa Italia: 1

Roma: 1985-1986